# Velimir Sombolac
Velimir Sombolac (Banja Luka, 27 de fevereiro de 1939) é um ex-futebolista e treinador bósnio, medalhista olímpico. 

## Carreira
Velimir Sombolac fez parte do elenco medalha de ouro, nos Jogos Olímpicos de 1960.